# Sven-Ivar Seldinger
Sven-Ivar Seldinger (* 19. April 1921 in Mora; † 19. Februar oder 21. Februar 1998 ebenda) war ein schwedischer Radiologe. Er entwickelte die nach ihm benannte Seldinger-Technik, eine Methode zur Katheterisierung von Blutgefäßen mit Hilfe einer Führungssonde, die seit 1953 bei zahlreichen medizinischen Prozeduren angewandt wird.

## Leben
Seldinger besuchte Schulen in Mora und Falun. Er studierte von 1940 bis 1948 Medizin am Karolinska-Institut in Solna bei Stockholm. Nach seinem Abschluss war er in verschiedenen Krankenhäusern tätig, von 1949 bis 1966 am Karolinska-Krankenhaus, wo er ab 1950 als Radiologe ausgebildet wurde. 1966 wurde er am Karolinska-Institut mit Schrift Percutaneous transhepatic cholangiography promoviert. Anschließend arbeitete er kurz als Dozent am Ekmanska-Krankenhaus in Göteborg, bevor er Leiter der Abteilung für Radiologie im Krankenhaus seines Heimatortes Mora wurde. Im Jahre 1986 wurde er pensioniert. 1991 war er als Theodore J. and Jean W. Castele Professor of Radiology an der Case Western Reserve University in Cleveland tätig.
Sven-Ivar Seldinger war ab 1948 mit Britt-Lis Erlandsson verheiratet und Vater von drei Töchtern.

## Wirken
Seldinger entwickelte Anfang der 1950er Jahre die nach ihm benannte Seldinger-Technik, eine Methode zur Katheterisierung von Blutgefäßen. Die Technik, bei der nach Punktion des Gefäßes zunächst eine Führungssonde eingeführt wird, wurde im Juni 1952 auf dem Treffen der Nordic Association of Medical Radiology in Helsinki vorgestellt und 1953 (am Beispiel der Einführung eines Katheters in die Arteria femoralis) in Acta Radiologica veröffentlicht. Die Technik löste eine Vielzahl anderer Verfahren ab, die teils aufwändiger oder unsicherer waren. Seldinger nutzte die Methode für die Katheterisierung von Milz und Leber, die Druckmessung in der Portalvene und die Arteriografie der Extremitäten.

## Ehrungen
- 1975: Valentine Award, New York Academy of Medicine[10]
- 1984: Ehrendoktorwürde, Universität Uppsala[2]
- 1992: Pioneer in Interventional Radiology Award, The American Society of Cardiovascular and Interventional Radiology[4]
- 1993: Hilda och Alfred Erikssons pris, Svenska Vetenskapsakademin[4]
- verschiedene Ehrenmitgliedschaften in Fachgesellschaften, u. a. The American Society of Neuro-Radiology (1986), The Radiological Society of North America (1991), The American Society of Cardiovascular and Interventional Radiology (1992).[4]

## Schriften (Auswahl)
- S. I. Seldinger: Catheter replacement of the needle in percutaneous arteriography; a new technique. In: Acta radiologica. Band 39, Nummer 5, Mai 1953, S. 368–376. PMID 13057644. (Artikel, PDF-Datei).